# エタノール
エタノール（英: ethanol）は、アルコールの一種。揮発性の無色液体で、特有の芳香を持つ。別名はエチルアルコール（英: ethyl alcohol）。酒を酒たらしめる化学成分であり、酒精（しゅせい）とも呼ばれる。その分子は、油になじみやすいエチル基 CH3CH2- と水になじみやすいヒドロキシ基 -OH が結合した構造を持つ。
メタノールなど、他のアルコールが知られる以前から広く用いられてきた物質であり、エチルアルコールを指して単に「アルコール」と呼ぶことも多い。例えば、アルコール発酵で生じるアルコールはエタノールであり、アルコール飲料に含まれるアルコールもエタノールである。変性アルコールは、飲用への転用を防ぐために、毒性の強いメタノールや苦味の強いイソプロパノールが添加されたエタノールである。
発酵により生じたエタノールを蒸留・精製すると、純度が93 %（質量パーセント濃度）のエタノールが得られる。残りの7 %は水分である。この水分を化学処理で取り除いて、エタノールの純度を99.5 %以上にまで高めたものが、無水エタノール（absolute ethanol または anhydrous ethanol）である。
酸化によって、アセトアルデヒド CH3CHO に化学変化し、さらに酸化されると酢酸 CH3COOH になる。空気中で完全燃焼すると、二酸化炭素 CO2 と水 H2O を生じる。殺菌・消毒に用いられるほか、溶剤や燃料として用いられる。

## 性質
一般的な第一級アルコールとしての性質を持つ。また、炭化水素鎖が2つと充分に短く、親水性のヒドロキシ基の影響が強く出るために、プロトン性の極性溶媒である水と自由な割合で混和することが可能。
そして2つとは言え、疎水性の炭化水素鎖を持っていることから、様々な有機溶媒とも比較的自由な割合で混和することが可能な場合がある。なお、エタノールそれ自体も、れっきとした有機溶媒の1種に数えられ、様々な物質を溶解させる能力を持つ。この他、金属組織を顕微鏡観察しやすくするための腐蝕液の溶媒として用いられる。

### 合成
エタノールの製造は、主にエチレンと硫酸を反応させて硫酸エチルを生成した後に加水分解する方法で行われていたが、現在はエチレンの水和反応にほぼ置き換わっている。
硫酸エチルを経由する場合は、実験室でエタノールと硫酸を140℃以下に保ちながら穏やかに沸騰させて反応させることにより製造することができる。反応自体は発熱が大きいため、硫酸を滴下するか、よく冷却しながら反応させる必要がある。
{\displaystyle {\ce {CH2CH2 + H2SO4 -> CH3CH2-OSO3H + H2O}}}
こののち水に溶けて、徐々に硫酸とエタノールに分解する。
市場に出回っているエタノールは、アルコール発酵によって製造されている。
{\displaystyle {\ce {C6H12O6 -> 2C2H5OH + 2CO2}}}
一部は、化石燃料由来のエチレンの水和反応等の有機合成手法によっても製造される。リン酸を触媒とし、エチレンに高温・高圧の水蒸気を作用させて作る。
{\displaystyle {\ce {C2H4 + H2O -> C2H5OH}}}

### 反応
エタノールに濃硫酸を混ぜて、130–140 °Cに加熱すると分子間脱水が起こり、ジエチルエーテルが生成する。
{\displaystyle {\ce {2C2H5OH -> C2H5OC2H5 + H2O}}}
また、濃硫酸を混ぜた状態で160–170 °Cに加熱するか、活性アルミナ触媒の存在下で強熱すると、分子内脱水が起こり、エチレンが生成する。
{\displaystyle {\ce {C2H5OH -> C2H4 + H2O}}}
エタノールにある適当な酸化剤 [O] を作用させる、または脱水素反応などを施すとアセトアルデヒドに変わり、さらに強い酸化反応条件下では酢酸まで酸化される。ヒトの肝臓では、アルコール脱水素酵素によりアセトアルデヒドに分解された後、さらにアルデヒド脱水素酵素に分解されて、酢酸として体内に吸収・排出される。
ただしモンゴロイドには、アセトアルデヒドを高い効率で酸化して酢酸にするALDH2の活性の低いヒトや、活性を持たないヒトが、遺伝子多型の影響のため一定の比率で見られる。ALDH2の活性の低いヒトがエタノールを摂取すると、アセトアルデヒドの毒性による害が出やすい。
以上の酸化の過程を簡略した化学反応式で表すと以下のようになる。
{\displaystyle {\ce {CH3CH2OH + [O] -> CH3CHO + H2O}}}
{\displaystyle {\ce {CH3CHO + [O] -> CH3COOH}}}
エタノールに、金属ナトリウムあるいは水素化ナトリウムを反応させると、水素ガスを発生しながらナトリウムエトキシドを生成する。
{\displaystyle {\ce {2C2H5OH + 2Na -> 2C2H5ONa + H2 ^}}}
エタノールは、第一級アルコールとして唯一 CH3CH(OH)- を構造中に持つため、ヨードホルム反応に対して陽性である。
{\displaystyle {\ce {CH3CH2OH + 6NaOH + 4I2 -> CHI3 + HCOONa + 5NaI + 5H2O}}}
燃焼時の反応で、二酸化炭素と水が生成する。
- {\displaystyle {\ce {CH3CH2OH + 3O2 -> 2CO2 + 3H2O}}}

### 共沸と精製
水とエタノールの混合液を蒸留によって、2つの成分に完全に分離することはできない。これは水とエタノールが共沸をするためであり、この時の共沸混合物は、エタノールが96 vol%、水が4 vol%であるため、蒸留によって得られるエタノールの最高濃度は、96 vol%である。
ここにペンタンなどの成分が存在すると、始留に水分が集まるようになる。日本薬局方にある「無水エタノール」を作る時は、これら3成分の共沸によって、さらに水分が除かれたのち、分別蒸留でさらに99.5 vol%まで精製される。

### 引火性
エタノールは引火点が低く、非常に燃えやすい。
| wt % | 引火点 |
| ---- | ------ |
| 10 % | 49 °C  |
| 20 % | 36 °C  |
| 30 % | 29 °C  |
| 40 % | 26 °C  |
| 50 % | 24 °C  |
| 60 % | 22 °C  |
| 70 % | 21 °C  |
| 80 % | 20 °C  |
| 90 % | 17 °C  |
| 96 % | 17 °C  |

## 利用
様々な有機物質を溶解できるほか、1価アルコール類の中では比較的毒性が低いため、溶媒としては特に好んで使われ、溶剤（有機溶媒）、有機合成原料、消毒剤などとして広く使われている。用途別の使用量としては、飲用8 %・工業用15 %・燃料用77 %である（2006年）。
工業用アルコールのうち、天然の原料から作った発酵アルコールは、食品の防腐用、みりんなどの調味料の原料などに使用され、化学合成された合成アルコールは、接着剤、インク、塗料、農薬などに使用される。
飲用（酒類）及び医薬品以外のエタノール（いわゆる工業用アルコール）は、ほとんどが変性アルコールと呼ばれるもので、エタノールにかなりの量あるいは少量のメタノールやイソプロパノールのアルコール類が混入されている。したがって、酒として販売されているもの以外のアルコールを、「エタノール」と表示されているからといって、薄めて飲む行為は極めて危険である。
外用剤や化粧品に用いられている変性アルコールは、変性剤としてメタノールを使用しておらず、有害性はやや低い。酒税を回避するため、メタノールよりは誤飲時の毒性が低いイソプロパノールを数パーセント添加するか、苦味や匂いを付加して、飲用に適さないアルコールとしている。
なお、平成12年（2000年）からアルコール事業法が施行され、許可を取得すれば、酒税相当分の価格を上乗せしていない無変性アルコールを取り扱えるようになった（後述）。

### 飲料用
エタノールの利用で最も古いものは、エタノールの含まれた飲料、すなわち酒を飲むことであり、有史以前からの歴史が存在する。
以後長い間、飲料はエタノールの最大の用途となってきたが、2006年には飲料用のエタノール使用は総生産量の8 %にまで低下しており、燃料や工業用に比べ小さなものとなっている。

### 医薬として
殺菌消毒用アルコールとして外科用の外傷処置や手術時、生体に対する挿管等での感染症防止のための清拭に幅広く使用される。細菌のほか真菌、ウイルスに対しても効果がある。
内服薬としてはメタノールやエチレングリコールを誤飲した場合の解毒剤として用いられる。ただし解毒とは言っても、エタノールが直接メタノールなどの毒性を減弱させるのではなく、体内でメタノールなどから非常に有害な物質が一気に生成して、生体に大きな打撃を与えるのを防いでいるに過ぎない。以下、メタノールを例にとって説明する。
メタノールの代謝産物（酸化産物）であるホルムアルデヒドやギ酸は、共にヒトにとっては非常に有害で、血中において高濃度になると、失明の原因となる。この時体内にエタノールを共存させると、ヒトの体内では代謝酵素との親和性の関係で、メタノールよりもエタノールの方が酸化されやすいため、エタノールからアセトアルデヒド（有毒）や酢酸（事実上無害）ができやすい状態になり、他方でメタノールの酸化反応は速度が落ちる。これによって、ホルムアルデヒドやギ酸の体内での濃度を上がりにくい状態に保ちながら、ホルムアルデヒドやギ酸や代謝されなかったメタノール自体が体外へと排泄されたり、少しずつ生成するホルムアルデヒドやギ酸が処理されるのを待っているに過ぎない。
したがって、メタノールの摂取量にもよるものの、メタノールとその代謝産物の排泄が終わるまでエタノールを一定量ずつ摂取し続ける必要が出てくる。逆に、エタノールを一気に単回摂取しても効果は限られるし、エタノールの量が過ぎれば、今度はエタノールとその代謝産物による害が出かねないことは留意する必要がある。ただそれでも、家庭においてメタノールを誤飲した場合は、エタノール（酒として市販されている品で構わない）を飲みながら病院を受診するという手は、メタノールとその代謝産物による害を、最小にする応急処置として有用と言える。

### 食品添加物
殺菌料として食品添加物に用いられる。医薬品である「消毒用アルコール」には、製造販売にかかる免許が必要であるのに対し、そのハードルが無い食品用アルコールは「除菌剤｣などと称し、経口摂取の可能性があることから、IPA等が添加されず成分上は飲用可能であっても、後述する特定アルコールとすることで、医薬用より安く販売されていることがあった。しかし2020年の新型コロナウイルスに起因するアルコール製剤の需給逼迫から、これらの大幅な値上がりや品薄、酒造メーカーからの参入といった、業界構造の変化が生じている。

### 自動車用燃料

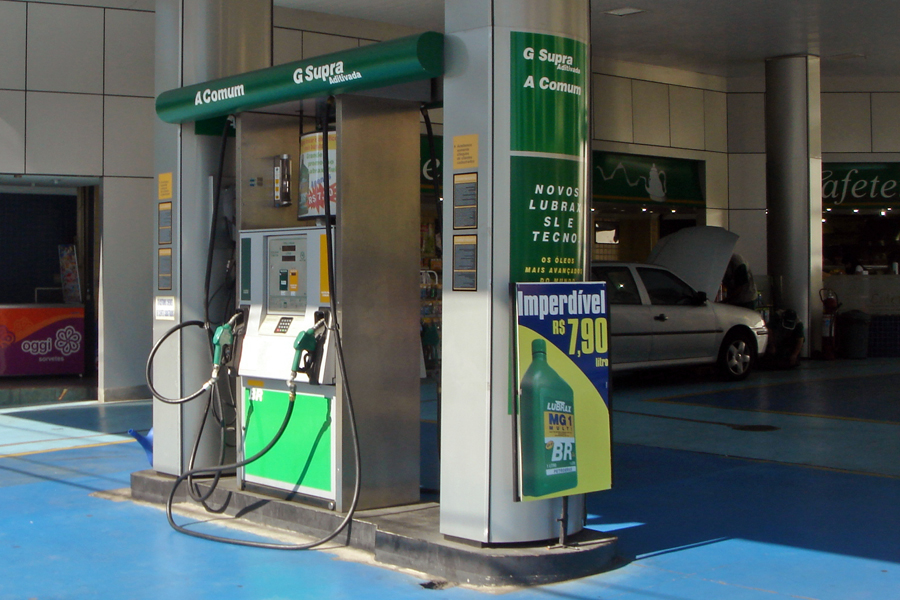
ブラジルの燃料スタンド。自動車燃料用のエタノールも販売されている。

近年、石油の代替燃料としてのエタノールの自動車用燃料用途に注目が集まっている。こうしたエタノール燃料はサトウキビやトウモロコシなどの植物、いわゆるバイオマスから生成されるものであり、バイオマスエタノールとよばれる。
自動車の登場期にすでに燃料として使われており、フォード・モデルTもエタノールの燃料使用が当初は考慮されていた。アメリカ合衆国（米国）では、1920年代にゼネラルモーターズが石油会社と共に（会社の利益となる）有鉛ガソリンの普及を推進するようになったため、以降ほとんど使われなくなった。
フランスでは、1920年代から1950年代頃にかけて砂糖大根で作ったエタノールをガソリンに混ぜて使っていた。石油が安価に手に入るようになると、ほとんどの国ではエタノールを使わなくなった。しかし、ブラジルでは、1973年の石油ショックによる原油価格の高騰に対処するため、政府が1975年からプロアルコール (Proalcool) 政策を実施し、自国で豊富にとれるサトウキビから生産できるエタノールをガソリン代替にすることを進めてきた。1977年にフォルクスワーゲン・ブラジリアを皮切りに導入され、既にブラジルでは年間に販売される新車の半数以上がエタノール燃料に対応した車となっている。2003年よりブラジルでのガソリンに対するエタノール混合率は25 %となっている。
米国でも、1970年代から中西部のとうもろこし生産地帯においてエタノール混合率10 %のガソリン「ガソホール」が販売されてきた。1990年代になると、クリーンエア・アクト（大気浄化法）にもとづき、エタノール混合に優遇措置がなされた。これらは米国では農業生産者が政治に対して力をもっているからなしえたことでもあった。2000年代になり、米国内では、州によって状況が異なるが、通常E10とよばれる10 %混合ガソリンが広く販売されるようになっている。しかし、すべての米国人がその実態を知っているとはいえない程度である。エタノールとガソリンの混合燃料（フレックス燃料）に対応した車（フレックス燃料車）の販売も増加している。通常の米国車は基本的にE10対応となっており、普通にガソリンをいれていると思いながらE10フレックス燃料をいれているようなケースも実際には多く、使用者の意識がなくともフレックスを使用している場合がある。米国ではフレックスに対応している車はE10対応、E25対応とよばれるが、E10対応はすでに標準であり、フォードではE85というような車も販売をはじめている。
日本においては、実験を進めていた経済産業省が、コストの観点から日本国内での生産よりも輸入によることによる普及促進を狙い、2006年（平成18年）2月にブラジルの国営石油会社ペトロブラスと日本の日本アルコール販売の50 %出資で、「日伯エタノール」を設立した。2007年（平成19年）2月時点で経済産業省の政策に対し石油会社の協力が得られておらず、ガソリンとの混合およびその販売にはまだ明確な道筋が立っていない。日本の法制度上では、過去にメタノールが主成分のガイアックスを高濃度アルコール燃料と名指しした上で事実上の販売禁止令を発布した経緯があり、その際に自動車部品への安全性を確保する基準とされた「アルコール添加量3 %以下（E3相当）」という文面が現在でも法的根拠として残り続けていることや、「高濃度アルコール燃料」に対する過度のバッシングによる悪印象が未だ尾を引いている事から、E3以上の濃度のアルコール燃料の普及の目処は全く立っていないことが現状である。
モータースポーツのインディカー・シリーズでは2007年より98 %エタノール燃料（飲用防止と発火を目視できるように2 %のガソリンを混ぜてある）を使用している。

## 原料
工業的に生産されるエタノールの原料は、主に糖質とデンプン質のものに大別される。糖質原料としてはサトウキビが使用されているが、テンサイが使用されることもある。これらからとれる廃糖蜜（モラセス）も重要な原料のひとつである。デンプン質の原料として最も使用されるものはトウモロコシであり、ほかにソルガム（スイートソルガム）やコムギなどの麦類などの穀物や、ジャガイモやサツマイモといったイモ類が使用される。
このほかにも、炭水化物か糖が含まれていれば、原理的にはエタノールを生成できるため、さまざまな原料が使用されている。酪農においてチーズを製造したのちの乳清（ホエー）にも糖分が含まれているため、ニュージーランドではエタノール原料となっており、また木材パルプ製造後の廃液にも糖分が含まれているため、カナダやロシアで原料として使用されている。このほか、原理的には木材に含まれるセルロースを分解してエタノールを製造することも可能であり、技術自体は確立しているものの、費用面で折り合わず、生産はごく小規模に留まっている。
21世紀に入ってから、特にアメリカ合衆国を中心としてエタノール燃料の需要が急拡大し、エタノール用のトウモロコシ需要は、1998年の1,300万tから2007年には8100万tにまで急拡大するなど、トウモロコシやサトウキビの生産の多くがエタノール生産へと投入されるようになったが、こうした作物ではこれまでの食用・飼料用の需要と食い合う形となったために価格が急騰し、特にトウモロコシを食用として使用していた国家を中心に食糧危機が発生して、2007年-2008年の世界食料価格危機を引き起こした原因のひとつとなったという説もある。

## 薬局方

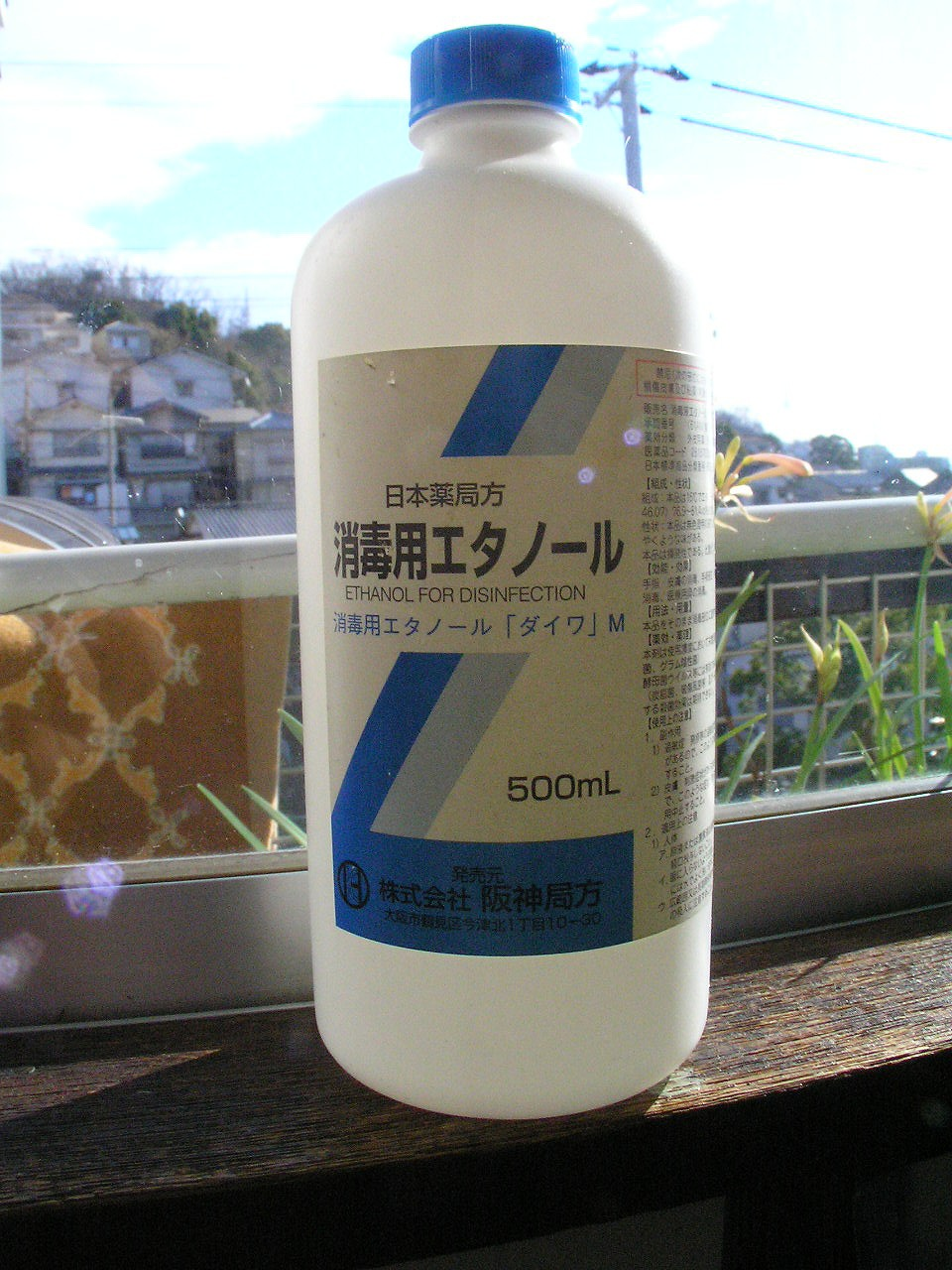
消毒用エタノール（阪神局方製）

日本では日本薬局方により、純度が規定されている。
無水エタノール（別名：無水アルコール）
15 °Cでエタノールを99.5 vol%以上含む。消毒効果は消毒用エタノールに比べて小さいが、肝癌治療に応用されている。
また空気中で容易に蒸発するため、水拭きが出来ない電気器具の掃除用として使用されている。
エタノール（別名：アルコール）
15 °Cでエタノールを95.1〜96.9 vol%含む。
消毒用エタノール（別名：消毒用アルコール）
15 °Cでエタノールを76.9〜81.4 vol%含む。一般的な医療用消毒剤。
一般用医薬品（日本薬局方）のエタノール（第三類医薬品）は、アルコール事業法により酒税相当額の国庫納付金が課されている。節税のため､イソプロパノールを添加したものや変性アルコールを用いたものもあり、塩化ベンザルコニウムを添加して消毒の効力を高めた物もある｡

## 危険性

### 致死量
ヒトがエタノールを摂取すると、中枢神経系を抑制する効果により酔いという急性症状が現れる。また、その量が多くなると、中枢神経を抑制するため、呼吸が停止して死亡する。ヒトにおける致死量には個体差が見られるものの、1400 mg/kg 程度、アルコール度数100 %溶液で大人は6–10 mL/kg、小児では3.6 (mL/kg) がヒトのLDLo（最小致死量）。液量に換算すると、30分以内にアルコール度数100 %を大人で250 mL、幼小児だと6–30 mL、消毒用アルコールであれば500 mLを飲み干した場合、急性アルコール中毒で死亡に至る。

### 傷病
飲酒習慣のある人間は、エタノールを繰り返し摂取することになるわけだが、エタノールを長期にわたって摂取し続けると、大脳萎縮が発生する。その他にエタノールには発癌性も指摘されており、IARC発がん性リスク一覧では「グループ1：発がん性がある」と分類されている。そして肝臓にダメージを与え、脂肪肝やアルコール性肝炎、さらには肝硬変やアルコール依存症の原因にもなる。なお妊婦が飲酒した場合は、胎児に影響を及ぼし、例えば胎児性アルコール症候群（FAS）の原因となる。
殺菌・消毒といった外用薬を手指に用いた場合では、人体への影響は無視できるものの、酒税を回避するため、メタノールやイソプロパノールが混入されているものがあり、これらを含む物を飲用すると、失明や胃に穴が空くなど、重篤な症状を引き起こす。
また傷口や粘膜に使用した場合は刺激が強く、痛みを感ずるために、基本的には正常な皮膚にしか使用しない。しかし、エタノールには有機溶剤としての作用があり、皮膚へ塗布した際には皮脂や水分を奪い、蓄積すれば皮膚炎が起きるため、過度な使用は控えること。特にイソプロパノールは、エタノール以上に皮脂を溶出しやすいため、これが混入された物ならば、なおさらである。

## おもな誘導体
- エチルメチルエーテル
- ジエチルエーテル
- エチルフェニルエーテル
- 酢酸
- 酢酸エチル
- ブロモエタン
- メタノール
- オクタン酸エチル

## 法的規制

### 危険物

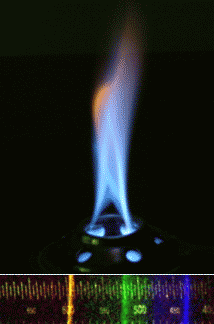
エタノールの燃焼の様子。

日本では消防法により、危険物第4類（アルコール類 危険等級II）に指定されている。航空法においては引火性液体に指定される。
炎が青白色で、日中の太陽光のもとでは見えにくい。2013年8月4日、滋賀県で消火訓練準備中に消防団員が火が消えたことを確認し、エタノールを注ぎ足したところ爆発、女児が火だるまになる事故が起きた。滋賀県警察では、火が消えたことの確認が不充分だったと見ている。

### 飲用アルコール（酒類）
容積比率で1 %以上のエタノールを含む飲料は、酒税法により酒類と呼ばれ、この製造や販売には所轄税務署長の免許（製造免許や販売業免許）が必要である。酒税法では、酒類を製造場から移出するとき、または保税地域から引き取る際に酒税を納めることを義務付けている。同法ではさらに、さまざまな種類の酒類を規定し、種類に応じた税率を定める。20歳未満の飲酒は、二十歳未満ノ者ノ飲酒ノ禁止ニ関スル法律によって禁止され、違反者には罰則がある。

### 工業用アルコール
工業用に作られたエタノールが酒税法で定める酒類に転用されるのを防ぐために、昭和12年（1937年）に制定された旧アルコール専売法や平成12年（2000年）に制定されたアルコール事業法では、容積比で90 %のエタノールを含むアルコールの製造・使用・流通を制限ないし管理している。
旧アルコール専売法の下では公示価格が設定され、酒類に転用するには高すぎる価格（酒税相当分が加算された価格）で販売された。工業用に使用するアルコールにはこの公示価格は適用されなかったが、その場合は添加物を加えて飲用不可の状態とすること（変性アルコール）が義務づけられていた。
アルコール事業法が施行され、専売制が廃止された後は、変性アルコールでないアルコール（一般アルコール、無変性アルコール、事業法アルコールなどと呼ばれる）も自由に取引できるようになった。ただし、製造・輸入・使用・販売には、経済産業大臣の許可が必要である。なお、製造業者や輸入業者は省令で定められた加算額を含む価格で工業用アルコールを販売することができ、これを特定アルコールという。特定アルコールは許可を受けずに誰でも購入して自由に使用することができる。
工業用アルコールには、その原料・製造方法の違いにより発酵アルコールと合成アルコールの2種類がある。発酵アルコールはサトウキビから作った糖蜜などを原料として、それを発酵させて作る。合成アルコールはエチレンから化学的に合成されたものである。合成アルコールは、旧食品衛生法でいうところの化学的合成品にあたり、食品添加物としてもヒトの食べ物に使用できないと定められている。

## 歴史
エタノールを含有する飲料は、有史以前から世界各地で醸造されてきた。これらの醸造酒から誰が最初にエタノールを単離したのかは、よくわかっていない。一説には、サレルノのサレルヌス（Magister Salernus, 1167年没）がエタノール蒸留の発案者とされる。（偽書との疑いがあるが）フィレンツェのタッデオ・アルデロッティ（1295年没）が著したとされる『生命の水の効用について』De virtutibus aquae vitae には、エタノールの蒸留法とその薬用価値が記されている。「生命の水」(aqua vitae) は、中世ヨーロッパにおけるエタノールの呼称である（なお、aqua vitaeの現用フランス語訳であるeau-de-vieは「ブランデー」の意）。火を着ければ燃えることから、「燃える水」(aqua ardens) とも呼ばれた。
タッデオの水冷式蒸留器により得られるエタノールの純度は、90パーセントと推定されている。無水エタノール、すなわち水をほとんど含まない純粋なエタノールは、1796年にペテルブルクのヨーハン・トビアス・ローヴィッツが初めてつくった。